# Slávka Tauberová
Slávka Tauberová, skutečné křestní jméno Jaroslava, provdaná Veselá, (8. listopadu 1903 Kladno– 26. března 1983 Praha) byla operetní zpěvačka, tanečnice a filmová herečka.

## Život

### Mládí
Pokřtěna byla Jaroslava, dcera hutníka Václava Taubera (1867–??) a jeho manželky Anny, rozené Rezkové (ovdovělé Jirotkové, 1875–??). Na pěveckou dráhu se připravovala u Bohumily Rosenkrancové a Lídy Dušánkové. Taneční průpravu získala u Berty Knittlové, Niny Pirnikovové, Joe Jarského a Marty Aubrechtové.

### Kariéra zpěvačky a herečky
Během prvorepublikové divadelní kariéry se Slávka Tauberová stala významnou a oblíbenou operetní zpěvačkou:
- V roce 1927 byla angažována v Aréně na Smíchově.[3]

- V letech 1927–1928 vystupovala v pražském divadle Rokoko. (V roce 1929 uvedly Rozpravy Aventina obdivnou recenzi na vystoupení Slávky Tauberové v revue Taverna u šilhavého býka v divadle Rokoko. Zatímco humor Járy Kohouta a Ference Futuristy přijal recenzent s výhradami, o Slávce Tauberové psal obdivně.[4])

- V letech 1929–1939 dosáhla uměleckého vrcholu jako členka pražské Velké operety.[p 1] S ředitelem Velké operety Hugo Krausem vystupovala např. v operetách Vinobraní Oskara Nedbala nebo Jarní bouře Jaromíra Weinbergera.[5] Podle Národních listů dosáhla v roce 1935 Velká opereta inscenací operety Guiditta Franze Lehára „...vrcholu svých reprodukčních možností...“ a ředitel Kraus „...nejlepšími silami, které měl k disposici.“ K operetním hvězdám tehdejší doby Jarmile Kšírové, Nelly Gaierové či Járovi Pospíšilovi přiřadil recenzent i Slávku Tauberovou.[6]

V době své slávy se též často objevovala na reklamních fotografiích různých produktů.

### Po roce 1939
Svou divadelní kariéru ukončila v roce 1939 a věnovala se rodině. Manželem Slávky Tauberové byl JUDr. Vladimír Veselý–Rohan (1903–1970), advokát a spoluautor operetních libret a písňových textů. Měla dvě děti, syna a dceru.

## Filmografie
- 1926 Dobrý voják Švejk (němý film, role – Lukášova milenka, režie Karel Lamač); Švejk na frontě (němý film, role – malířova milenka, režie Karel Lamač)
- 1928 Ve dvou se to lépe táhne (němý film, role – továrníkova dcera, režie Svatopluk Innemann)
- 1930 Fidlovačka (dle divadelní hry J. K. Tyla, role – Lidunka, neteř máselnice Mastílkové (Antonie Nedošinská), režie Svatopluk Innemann)

## Galerie

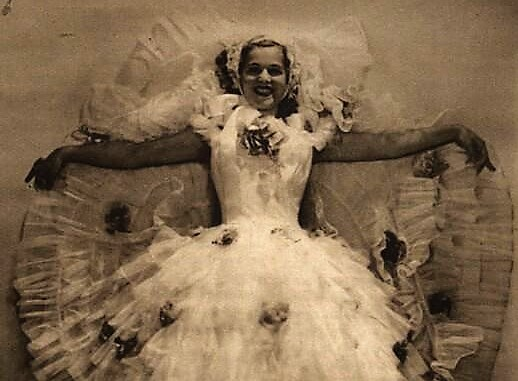
Slávka Tauberová, Velká opereta, 1937
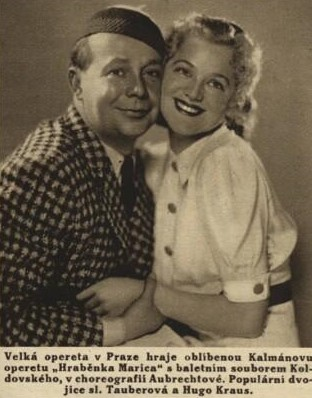
Slávka Tauberová a Hugo Kraus, Velká opereta, 1937
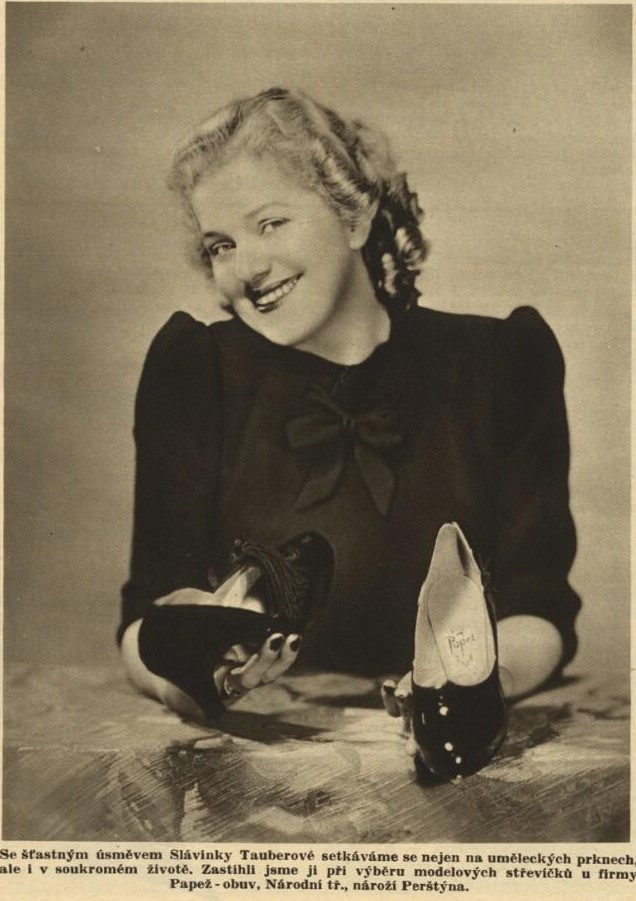
Slávka Tauberová, reklamní snímek, 1937
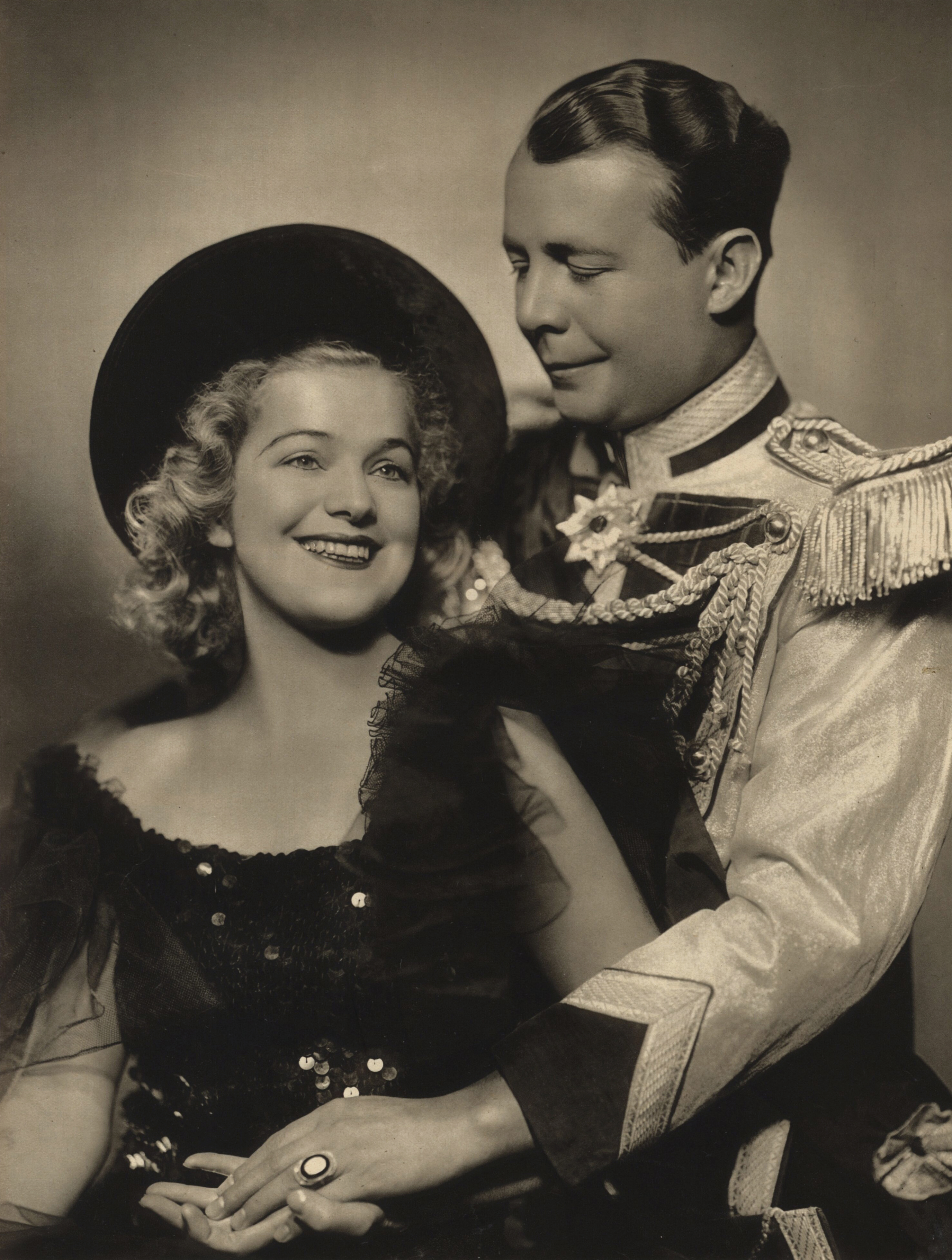
Slávka Tauberová a Hugo Kraus v operetě Kouzlo valčíku, 1935